# Valentina Moncada
Valentina Moncada di Paternò (Roma, 4 dicembre 1959) è una storica dell'arte e gallerista italiana specializzata in arte contemporanea.
Nel 1990 apre a Roma la Galleria Valentina Moncada in via Margutta 54, ospitando mostre di artisti provenienti da tutto il mondo.

## Biografia
Figlia del fotografo di moda Johnny Moncada e della modella Joan Whelan, a 17 anni Valentina Moncada lascia Roma per andare a studiare a New York conseguendo due lauree. Vince il premio Hilla von Rebay Fellowship al Solomon R. Guggenheim Museum dove lavora nel dipartimento curatoriale. Segue un'esperienza al Metropolitan Museum of Art e come assistente al Professore Kenneth Silver alla New York University. Ma sarà l'incontro con la gallerista romana Annina Nosei a New York a segnare la sua carriera, entrando in contatto con i personaggi più famosi nella SoHo degli anni '80, come Leo Castelli, Ileana Sonnabend, Jean-Michel Basquiat e molti altri.
Nel 1990 inaugura il suo spazio a Roma. Per le sue scelte viene subito riconosciuta come talent scout di artisti allora quasi sconosciuti. Si ricordano le prime personali a Roma di Tony Cragg (1990), Christian Marclay (1992), Yayoi Kusama (1993), James Turrell (2001) e il debutto di Chen Zhen (1991) con un testo in catalogo di Carolyn Christov-Bakargiev. Lavora su un progetto speciale con Anish Kapoor (1992-1993) a Carrara ed espone, tra gli altri, i seguenti artisti in mostre collettive: Damien Hirst (1993), Mona Hatoum (1994), Rachel Whiteread (1994), Andy Goldsworthy (1999).
Riserva particolare attenzione ai nuovi linguaggi; prima alla fotografia con Nan Goldin (1996, 2000, 2002, 2006), Gregory Crewdson (1996), Vincent Gallo (1999), Thomas Joshua Cooper (1999), Nobuyoshi Araki (2000, 2002), Thomas Ruff (2002), Matthew Pillsbury (2006), Mario Giacomelli (2006), Carlo Gavazzeni (2006, 2007, 2008, 2010, 2012), interessandosi anche ai fotografi storici come Jeanloup Sieff (2000), Lee Miller (2003), Robert Doisneau (2004), Alexander Rodchenko (2007); poi la Video Art con la personale di Gillian Wearing (1996) e i Festival Play '04 (2004), Rec Mode – video rassegna delle Accademie Europee di Belle Arti e Video Exchange (2008). Lavora con l'artista multimediale italiana Donatella Landi (1993, 1994, 1995, 2001, 2002, 2008, 2009) e la slovacca Petra Feriancova (2001, 2002, 2007, 2008, 2009) e si confronta inoltre con una tecnica innovativa come il ricamo con il lavoro dell'artista svizzero Donato Amstutz (2002, 2008, 2012). La galleria è inserita da Achille Bonito Oliva tra le più importanti d'Italia .
Nel 2009 la galleria realizza la performance «mar'Dei guttAVI» di Luigi Ontani un omaggio agli artisti di via Margutta con maschere di carta pesta poi esposte nella stessa galleria e al Museo MACRO di Roma.
In occasione del Festival dei Due Mondi di Spoleto (2011), la ventennale attività di Valentina Moncada è stata omaggiata con la mostra Odissea Contemporanea a cura di Gianluca Marziani presso il Museo di Palazzo Collicola Arti Visive a Spoleto.
Nel 2012 fonda l'Archivio Johnny Moncada con il sostegno della Nando Peretti Foundation.
Valentina Moncada dimostra interesse per storia dell'arte e per progetti curatoriali anche a livello internazionale: nel 2009 Theo by Richard Avedon presso i Musei Capitolini, Académie de France à Rome, Villa Medici, Roma, con un testo in catalogo del Direttore di Villa Medici e Ministro della Cultura in Francia Frédéric Mitterrand; nel 2012 Carlo Gavazzeni Ricordi. Teatri d'Invenzione a Roma presso The State Hermitage Museum di San Pietroburgo, il MUAR - Shchusev State Museum of Architecture e Sotheby's a Mosca; nel 2012 il Festival delle Arti Via Margutta, Roma; nel 2014, insieme ad Antonio Monfreda, la mostra From Vera to Veruschka. The Unseen Photographs by Johnny Moncada presso Somerset House, Londra, poi anche al MACRO - Museo di arte contemporanea (Roma), nell'ambito della XIII edizione di FOTOGRAFIA - Festival Internazionale di Roma a cura di Marco Delogu; a luglio 2014, la mostra Made in Italy. Una visione modernista. Johnny Moncada Gastone Novelli Achille Perilli, in collaborazione con Ludovico Pratesi, presso il Museo nazionale etrusco di Villa Giulia, Roma. Nel 2017 è nel comitato scientifico della mostra Picasso. Tra Cubismo e Classicismo 1915-1925 a cura di Olivier Berggruen con Anunciata von Liechtenstein presso le Scuderie del Quirinale, Roma, contribuendo con un saggio in catalogo.
È curatrice e autrice di numerose pubblicazioni, tra cui:
- The Painters Guild in the city of Venice and Padua, Harvard University Press, 1988[15]
- Marcel Duchamp. 11 Rue Larrey 1927, con un testo di Robert Rosenblum, L'Attico editore, 1988[16]
- Picasso a Roma (Mon atelier de via Margutta 53/b), Electa, Roma, 2007[17][18]
- Atelier a via Margutta. Cinque secoli di cultura internazionale a Roma, Umberto Allemandi & C., Torino, 2012[19]
- Made in Italy. Una visione modernista. Johnny Moncada Gastone Novelli Achille Perilli. Fotografia-Moda-Arte-Design. Roma, 1956-1965, Silvana Editoriale, 2014
- Joan. Paris Haute Couture – Italia Alta Moda, 1952-1967, Silvana Editoriale, 2015.

Dal 2010 al 2014 Valentina Moncada è Chairman McKim Medal e dal 2012 al 2014 Trustee all'American Academy in Rome
Sposata con Luiz Fontes Williams, è madre di tre figli, Ginevra, Eduardo e Alexina.